# Смитс, Вилли
Вилли Смитс (нидерл. Willie (W.T.M.) Smits; род. 22 февраля 1957 года, Верт, Гелдерланд, Нидерланды) — нидерландский и индонезийский учёный, микробиолог, эколог, активист, общественный деятель, чиновник, социальный предприниматель и менеджер, защитник лесов и прав животных.

## Биография
Вилли Смитс родился 22 февраля 1957 года в Верте (нидерл. Weurt) в провинции Гелдерланд на востоке Нидерландов.
Впервые поехав в 1980 году на Калимантан женился там на индонезийке Syennie Watoelangkow.
С 1985 года работал в тропической станции по исследованию лесов близ Баликпапана в индонезийской провинции Восточный Калимантан.
В 1989 году нашёл выброшенного рыночными торговцами детёныша орангутана и выходил его.
С тех пор посвятил себя защите этих животных.
В начале 1990-х годов возглавил индонезийский совместный проект фонда Tropenbos International и Министерства сельского хозяйства страны.

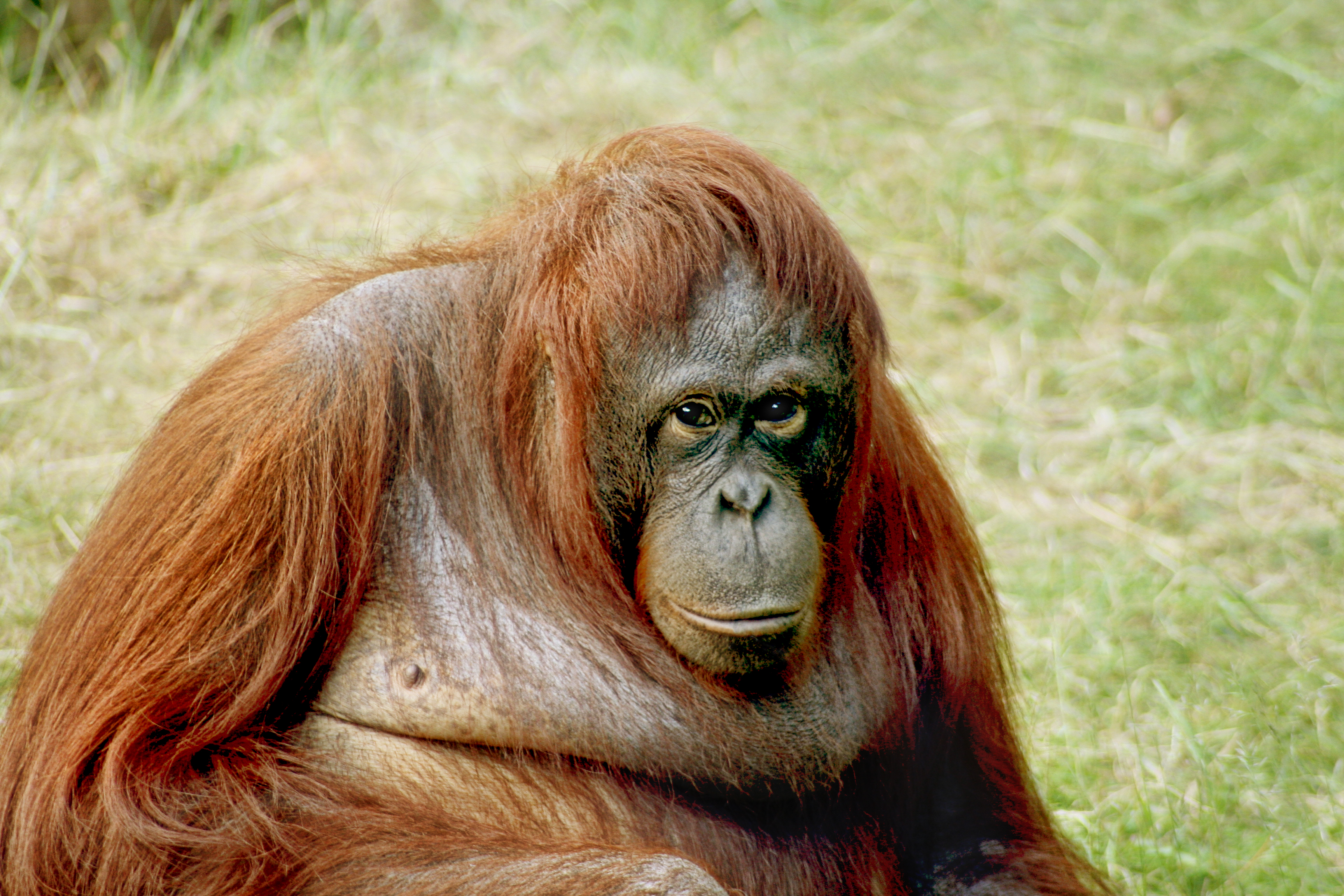
Орангутанг на Борнео

В 1991 году Вилли Смитс создал на Калимантане (Борнео) «Фонд спасения орангутанов» (англ. Borneo Orangutan Survival Foundation, BOS), превратившийся впоследствии в одну из крупнейших организаций по сохранению вымирающих видов.
В 1994 году получил докторскую степень в области лесного хозяйства и почвоведения в Вагенингенском университете в Нидерландах.

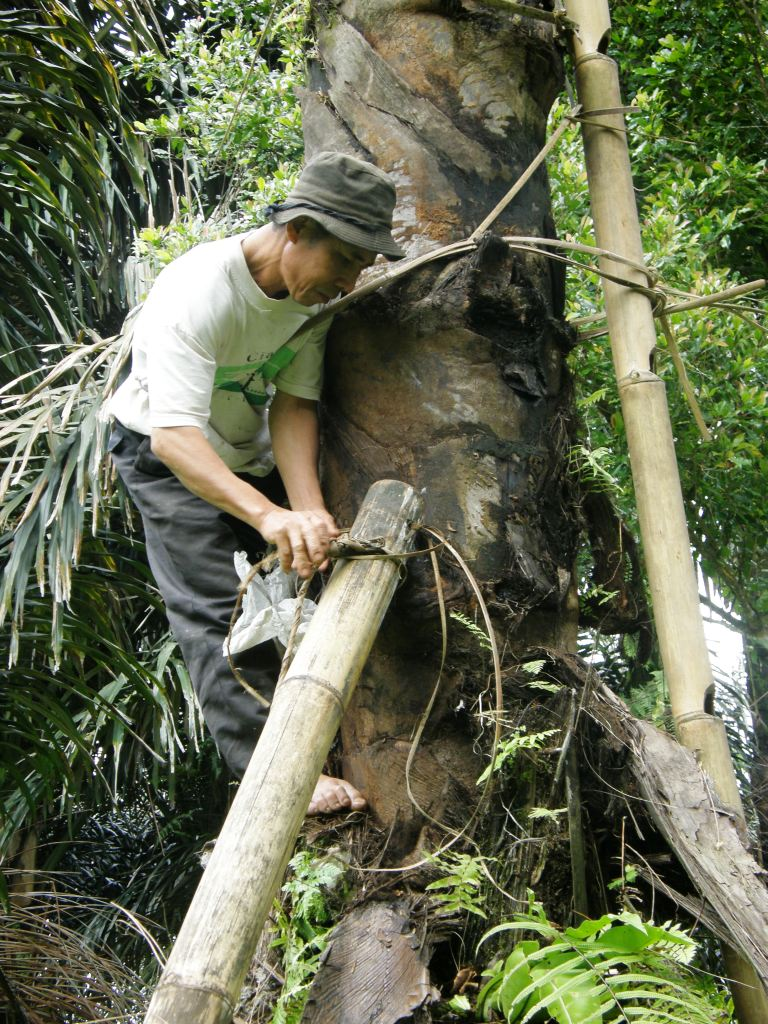
Сбор пальмового масла

в 2001 году в Томохоне (Северный Сулавеси, Индонезия) зарегистрировал фонд Masarang (индон. Yayasan Masarang) призванный решить социальные и экологические проблемы в Индонезии с применением принципов социального предпринимательства.
14 января 2007 года президент Индонезии Сусило Бамбанг Юдойоно открыл построенный фондом Смитса Пальмовый сахарный завод Масаранга (англ. The Masarang Palm Sugar Factory), совмещающий в себе экологический подход к производству, ответственное отношение к окружающей среде и экономическую целесообразность.
Проект сахарного завода позволил обеспечить работой 6 285 фермерских семей и сохранить около 200 000 квадратных метров лесов.
Через некоторое время фонд Masarang превратился в международную распределённую организацию, открыв в 2010 году офис в Нидерландах (Masarang Internatiol Foundation) и в 2011 году в Гонконге (англ. Masarang HK Society Limited).

## Награды и премии
Вилли Смитс был первым лицом неиндонезийского происхождения, награждённым премией Satya Lencana Pembangunan Award (1998); кроме того, он был награждён «королевской лентой» (рыцарский орден) в Нидерландах (1995).
В 2005 году за заслуги перед страной получил индонезийское гражданство.